# 卡諾莎的瑪蒂爾達
卡諾莎的瑪蒂爾達（義大利語：Matilde di Canossa; 1046年—1115年7月24日）是意大利北部的強大的封建統治者，也是敘任權鬥爭中在意大利支持教皇格雷戈里七世的主要人物；此外，她是中世紀少數幾個因為軍事成就而出名的女性，她因此統治教宗國以北的所有領土。

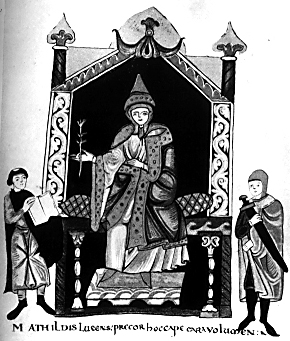
瑪蒂爾達的神父Donizo所著六步格詩《瑪蒂爾達的生平》（Vita Mathildis）封面內頁插圖（梵蒂岡拉丁文古抄本第4922卷第7頁）。瑪蒂爾達坐在中間，左邊是Donizo向她展示《瑪蒂爾達的生平》，右邊持劍的是她的披甲戰士。下面的獻詞是：光輝的瑪蒂爾達，請接受這本書，哦，親愛的（Mathildis lucens, precor hoc cape cara volumen）

她在1076年擁有包括當今的倫巴第，艾米利亞，羅馬涅和托斯卡納的廣闊領土，以亞平寧山脈山腳下祖傳的卡諾莎城堡(位於今日義大利的雷焦艾米利亞省卡諾莎)作為領土的中心。1111年5月6日至11日，神聖羅馬皇帝亨利五世在夸特羅卡斯泰拉的Bianello城堡加冕她為皇帝代理人和意大利副王。
她因為卡諾莎城堡而被稱為卡諾莎的瑪蒂爾達，有時被稱為“大女伯爵”（La Gran Contessa）。她是意大利中世紀最重要和最有趣的人物之一：她生活在不斷的戰鬥和陰謀中，即使忍受極大的痛苦和屈辱也能表現出非凡的力量，展現出天生的領導能力。

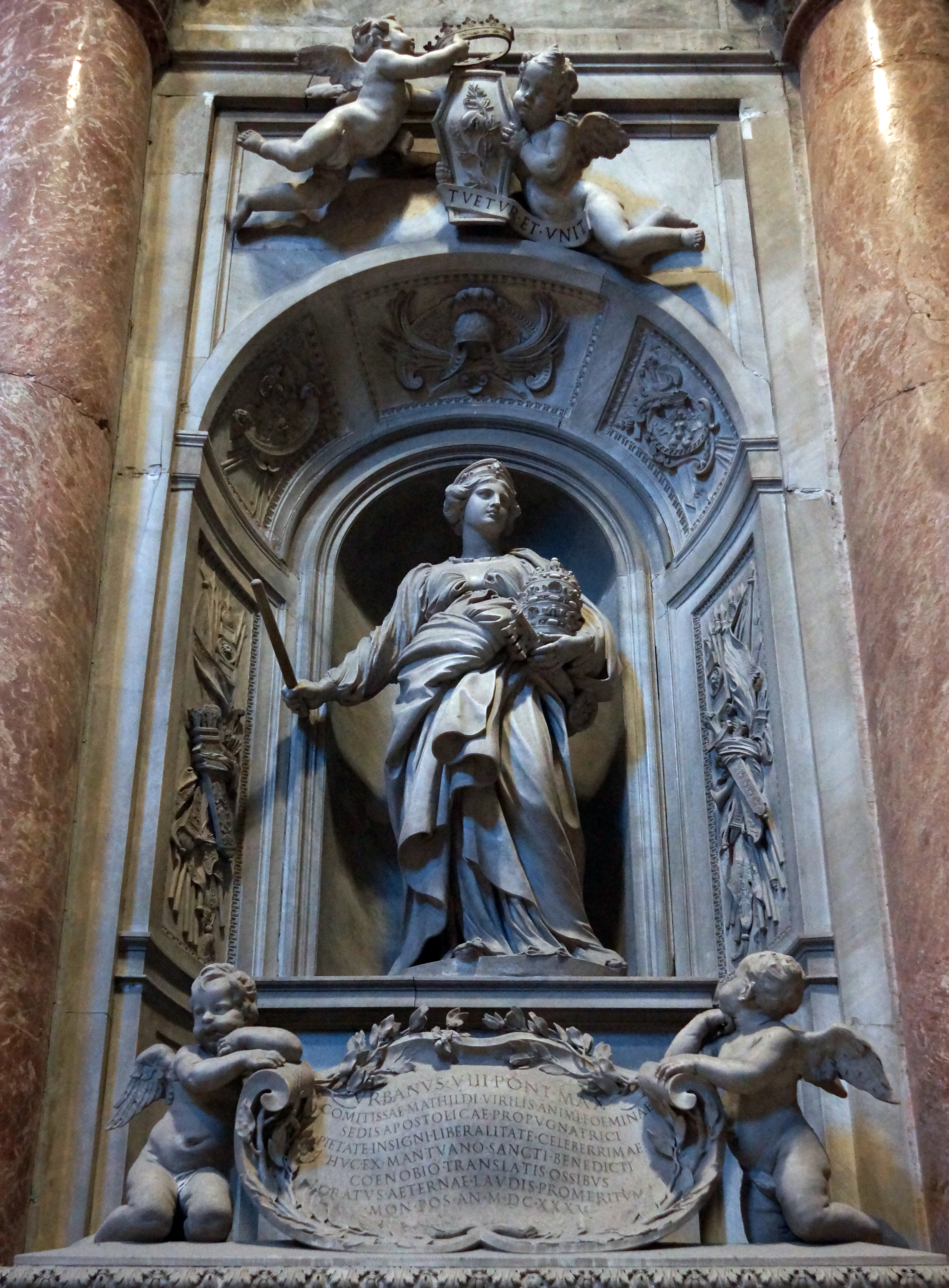
瑪蒂爾達在聖彼得大教堂的墓碑是雕塑家貝尼尼的作品

伯查德的《烏爾斯貝格修道院編年史》中記載，繼受羅馬法創始人伊尔内留斯受她委託復興對查士丁尼一世的《學說匯纂》的研究。來自各國的學生在波隆那跟隨以伊爾內留斯為首的教授學習羅馬法，成為最古老的大學博洛尼亚大学的前身。

## 傳記
- Spike, Michele K. . Harry N. Abrams. 2004-09-28. ISBN 978-0-86565-242-2 （英语）.